# Amastus rufator
Amastus rufator är en fjärilsart som beskrevs av Walker 1865. Amastus rufator ingår i släktet Amastus och familjen björnspinnare. Inga underarter finns listade i Catalogue of Life.